# Беатрис Бургундская (дама де Бурбон)
Беатрис Бургундская (фр. Béatrice de Bourgogne; 1257 — 1 октября 1310, Замок Мюра-ан-Бурбоннэ) — дама де Бурбон с 1287/1288, графиня де Шароле с 1267, дочь и наследница Жана Бургундского, графа Шароле, и Агнес де Бурбон-Дампьер, дамы де Бурбон.

## Биография
Беатрис происходила из Старшего Бургундского дома. Её отец, Жан, был вторым сыном герцога Бургундии Гуго IV, но умер раньше отца в 1267 году, после чего Беатрис унаследовала его личные владения — графство Шароле, шателении Совеман, Донден, Мон-Сен-Винсен и Санвин. После смерти герцога Гуго IV в 1272 году эти владения были захвачены дядей Беатрис — Робертом II, который стал новым герцогом. Однако король Франции Филипп III обязал Роберта вернуть эти владения. В том же году Беатрис была выдана замуж за младшего брата короля, Роберта, графа де Клермон-ан-Бовези, который в 1279 году после неудачного падения на рыцарском турнире лишился рассудка.
После смерти матери в 1287 году Беатрис унаследовала и её владения — сеньорию Бурбон.
После смерти Беатрис земли Бурбон унаследовал её старший сын Людовик, а Шароле досталось второму сыну, Жану.

## Брак и дети
Муж: с 1272 года (Клермон-ан-Бовези) Роберт Французский (1256 — 7 февраля 1317), граф де Клермон-ан-Бовези и сеньор де Бурбон. Дети:
- Людовик I (1279—1341), 1-й герцог де Бурбон с 1327
- Бланка (1281—1304); муж: с 1303 Роберт VII Великий (ум. 1325), граф Оверни и Булони
- Жан (1283—1316), граф де Шароле с 1310; жена: Жанна д'Арже (ум. после 1334)
- Мария (1285—1372), приоресса в Пуасси 1333—1344
- Пьер (1287 — после 1330), великий архидьякон Парижа с 1330
- Маргарита (1289—1309); муж: с 1308 Жан I (1267—1330), маркграф де Намюр